# Eclissi solare del 7 agosto 1869
L'Eclissi solare del 7 agosto 1869, di tipo totale, è un evento astronomico che ha avuto luogo il suddetto giorno attorno alle ore 22:01 UTC. La durata della fase massima dell'eclissi è stata di 3 minuti e 48 secondi e l'ombra lunare sulla superficie terrestre raggiunse una larghezza di 254 km.
L'eclissi del 7 agosto 1869 è stata la seconda eclissi solare nel 1869 e la 169ª nel XIX secolo. La precedente eclissi solare avvenne l'11 febbraio 1869, la seguente il 31 gennaio 1870.

## Osservazioni a fini scientifici

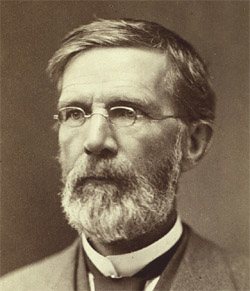
George Davidson

Nel 1869, l'astronomo ed esploratore americano George Davidson fece un viaggio scientifico avente per destinazione il fiume Chilkat, in Alaska. Confrontandosi con i locai indiani Chilkat disse loro di essere particolarmente ansioso di osservare un'eclissi totale di sole che lui prevedeva sarebbe avvenuta il giorno seguente, il 7 agosto. Tale predizione si ritiene possa avere salvato la vita alla spedizione di Davidson scoraggiando un attacco dei nativi che non erano assolutamente in grado di prevedere eventi di tale natura.
Una spedizione fotografica è stata organizzata dallo scienziato Henry Morton, di Filadelfia, sotto la direzione di John Huntington Crane Coffin, sovrintendente dell'American Ephemeris and Nautical Almanac, importante periodico che tra il 1855 al 1890 fu una preziosa guida per astronomi, geometri e navigatori. La spedizione osservò l'eclissi nello stato dello Iowa in tre separate compagini: Burlington, Mount Pleasant e Ottumwa, sotto le rispettive supervisioni di Alfred M. Mayer, Henry Morton e Charles Francis Himes (1838–1918).

## Eclissi correlate

### Ciclo di Saros 143
L'evento fa parte del ciclo 143 di Saros, che si ripete ogni 18 anni, 11 giorni, contenente 72 eventi. La serie è iniziata con un'eclissi solare parziale il 7 marzo 1617 e un evento totale dal 24 giugno 1797 al 24 ottobre 1995. Il ciclo comprende eclissi ibride dal 3 novembre 2013 al 6 dicembre 2067 ed eclissi anulari dal 16 dicembre 2085 al 16 settembre 2536. La serie termina al membro 72 con un'eclissi parziale il 23 aprile 2873. La durata più lunga della totalità è stata di 3 minuti e 50 secondi il 19 agosto 1887. Tutte le eclissi di questa serie si verificano nel nodo ascendente della Luna.